# افرا (بیت باکسر)
افرا (انگلیسی: Afra؛ زادهٔ ۲۹ ژانویهٔ ۱۹۸۰) موسیقی‌دان اهل ژاپن است.